# 蜀山奇俠之仙侶奇緣
《蜀山奇俠之仙侶奇緣》（The Zu Mountain Saga）是香港無綫電視1991年拍攝的古裝武俠電視連續劇，為《蜀山奇俠》的續作。全劇共20集，監製蕭笙，改編自《蜀山剑侠传》。
血魔丁隱附身之前峨眉派大弟子上官警我復生，其元神輾轉遁入女媧遺石中，遂降生成日後之石生。此時峨嵋第四代弟子
余英男、易靜及申屠宏奉命齊往截擊之，男竟與生漸生情愫，不忍下手。
此際，西崆峒魔君軒轅法王正欲尋生供其驅策，生不慎愛誘而開啟魔竅，終化為血魔。白俠孫南得悉，急赴天都向仙女謝瓔商借佛門滅魔至寶：七寶金幢對付生，不料身遭毒咒所詛，變成石像，與瓔陰陽永訣。
男為解除生魔性，砍去生右手，血魔遂借手遁去，飛入幻波池，附身於崔盈體內，宏為救愛侶，不惜舍身入魔道。此時，魔界勢力日盛，峨嵋派終被攻破，正道中人如何能扭轉此一劫數？
主題曲《正義柔情永在》由徐嘉良作曲，潘偉源填詞，溫兆倫、陳松伶主唱。
本劇曾於TVB星河頻道重播，2018年8月11日在TVB星河頻道“好戲連環看”時段再次重播。

## 演員表
主要演員
- 鄭伊健 飾 石生 / 轉世血魔  血魔傷於極樂真人之手後借上古女媧補天遺留之五色石託避腹胎轉世成人。亦正亦邪。爾後石生先後借助歸善之魔教尊者尸毗老人。幻坡池女仙聖姑珈因之力將血魔元神自體內分離。終而歸化於善。
- 陳松伶 飾 余英男 正道之首峨眉當代掌門元元大師首徒。持南明離火劍、離合五魂圭等峨嵋至寶。降魔衛道。與石生情愛糾葛。屢屢因此助血魔逃出生天。
- 鍾淑慧 飾 崔盈 聖姑珈音座下大弟子。號玉娘子。持青冥神劍。法寶為幻影分身、辟邪鈴 與青城弟子申屠宏相戀，血魔元神離開石生後被其附體成為新一代血魔，最後被石生以及余英男以降魔寶録消滅。
- 歐瑞偉 飾 申屠宏 青城派大弟子。無塵真人之徒。持天象神劍。與幻波池玉娘子崔盈相戀，血魔元神離開石生後，附體崔盈成為新一代血魔後，被崔盈授予血魔力量，成為新一代血魔一份子。最後被石生及余英男所消滅。

武林各派
- 關禮傑 飾 上官警我/血魔 百年前峨嵋弟子。師承東海三仙之首玄真子門下。後因救助同門自我犧牲落入魔界為血魔附體。後得同門李紫瓊。周青雲自我犧牲激發紫青雙劍將三人永恆冰封。但因天地大變血魔藉機逃出（客串第1集）。
- 張　翼 飾 天池上人 元元大師之師。峨嵋上代掌門 修習昊天無上神功 雖已道成飛升 但依舊藉峨嵋至寶傳聲石 多次指點元元&無塵先機 助正道脫難。
- 馬海倫 飾 元元大師 峨嵋當代掌門。修習混元無盡功 持伏魔神拂 為余英男 李洪 易靜之師。
- 胡櫻汶 飾 易　靜 峨嵋弟子。元元大師之徒 持六陽神火鑑 私戀師叔白俠孫南。
- 洪智生 飾 李　洪 峨嵋弟子。元元大師之徒 持如意金環 傳說為峨嵋二代掌門妙一真人之子轉世九次而來 為九世童身 終身無災無難。
- 曾航生 飾 孫　南 峨嵋除名弟子後歸回峨嵋。元元大師師弟 號琴劍雙絕 寓劍於情 因與妖女桃花仙子糾葛 天池上人將其逐出峨嵋 後與天都仙女謝瓔相戀 為守正道借天都至寶七寶金幢退魔而中天魔血咒石化身亡 死前為元元大師重收歸峨嵋  。
- 林尚武 飾 無塵真人 青城當代掌門。修習太虛無限功 持風雷神劍 為申屠宏 賴姑之師。
- 黃一山 飾 李靜虛/極樂童子 青城派開山祖師。天池上人師弟但功力更勝師兄 早已煉成嬰兒(元神) 功德圓滿但因玩心甚重 無意飛升天闕 可謂地仙 法寶眾多遊戲人間 自天池上人飛升後幾番出手挽正道於水火 長居青城無憂嶺長春巖。
- 陳寶儀 飾 聖姑伽因 居幻坡池。功力極為深厚之避世得道女仙 玉娘子崔盈之師 擅陣法 持誅魔七絕烏梭 練有佛門金身不壞體。
- 張鳳妮 飾 桃花仙子 天都棄徒。居於小春城 心術不正 修練五毒桃花瘴 坐擁特產九陰草此物專剋血魔九陽烈毒 曾與白俠孫南相戀 後威逼孫南前往天都盜取七寶金幢 因深恨謝瓔 最後放棄輪迴以自身功力 元神 魂魄化為天魔血咒封印七寶金幢。
- 陳慧儀 飾 謝　瓔 當代天都仙女 。仙子師妹 修習幻海星宿功 天韻琴心 持天都至寶七寶金幢 長年避世於天都。
- 陳安瑩 飾 癩　姑 青城弟子。無塵真人之徒 持太乙神劍。
- 亦　羚 飾 赤髮龍女 桃花仙子座下使者。
- 林嘉麗 飾 若　蘭 天都仙女座下使者。
- 張　韻 飾 仙　女
- 鄭　莊 飾 仙　女
- 郭敏芳 飾 仙　女
- 馮敏清 飾 聖　女

魔教
- 羅樂林 飾 軒轅法王 魔道巨擘 與尸毗老人同為魔教高人 雄霸一方 多次圖謀血魔元神欲吸納己用 增長功力 練有轟天指南車代步 持法寶混元七化輪。
- 李海生 飾 毒手摩什 軒轅法王座下三大尊者之一 忠於軒轅法王 功力深厚 性格兇殘。
- 梁欽棋 飾 妖尸谷辰 軒轅法王座下三大尊者之一 性格搖擺不定 功力深厚 噬血邪異。
- 劉　江 飾 半邊書生 軒轅法王座下三大尊者之一 石生的師父 曾是石生的恩人 功力深厚 工於心計 密謀先軒轅法王一步吸納血魔元神獨霸天下。
- 劉鳳娟 飾 九尾狐妖 半邊書生愛侶 善於變化 魅惑 隱忍狡詐 吸蝕男人元陽增長功力 卻於功力將圓滿之際 死於余英男之手。
- 羅君左 飾 樂無涯 靈鳥修煉成人 號哈哈老祖 修練極樂神音。
- 劉兆璋 飾 苦嬌娃 靈鳥修煉成人 號鬼哭神號 修練大悲清音。
- 鄭　雷 飾 尸毗老人 魔教尊者 功力深厚無匹 修習大阿修羅神功 善陰魔大擒拿 余英男生父 早年已棄惡歸善 自願耗損功力多年鎮壓鎮魔碑以防群魔出世。
- 李　健 飾 魔王甲
- 邵卓堯 飾 魔王乙
- 古瑞坤 飾 魔王丙

其他角色
- 李秀媚 飾 苗鳳凰 苗族族長之女。刁蠻任性。時常欺侮善良石生。
- 麥皓為 飾 大法師／巫師 苗族鎮族巫師。備受尊崇。通曉法術。厭惡石生。
- 區　嶽 飾 水　伯 苗族族長家僕。性格溫和樂天。收養石生長大成人。教导石生向善。被半面书生害死。
- 劉煒全 飾 法師徒弟
- 鄭君寧 飾 法師徒弟
- 胡耀峰 飾 石　生（童年）
- 王顗婷 飾 苗鳳凰（童年）
- 郭政鴻 飾 阿　當 法師徒弟
- 郭卓樺 飾 阿　星 法師徒弟
- 陳　蕊 飾 美　女
- 黃成想 飾 符咒檔主
- 梅　蘭 飾 六　嬸
- 黃思恩 飾 武　士
- 林芝紅 飾 侍　女
- 周雁萍 飾 侍　女
- 何子滿 飾 豆腐檔主
- 黎宛珊 飾 余英男童年
- 石　云 飾 老僕人/漢
- 虞天偉 飾 農　夫
- 黃建峰 飾 明
- 黃翠玉 飾 芳
- 麥家倫 飾 芳　弟
- 陳中堅 飾 村　長
- 黎秀英 飾 芳　母
- 羅　蘭 飾 鳩盤婆 大輪迴盤看守者 能知過去 不言未來
- 田永加 飾 王公子
- 溫雙燕 飾 媚　姨
- 鄭家生 飾 將軍甲
- 曾耀明 飾 將軍乙
- 蕭山仁 飾 廟　祝
- 余慕蓮 飾 廟祝妻子
- 游　飈 飾 廟祝子
- 郭敏芳 飾 平　民
- 陳子豪 飾 平　民
- 黃　新 飾 苗大力
- 羅　鴻 飾 幽　靈
- 鄒　靜 飾 侍　女
- 李麗麗 飾

## 歌曲
- 主題曲《正義柔情永在》
  - 作曲：徐嘉良
  - 填詞：潘偉源
  - 主唱：溫兆倫、陳松伶
- 插曲1《淒淒烟雨》
  - 作曲：徐嘉良
  - 填詞：潘偉源
  - 主唱：陳松伶
- 插曲2《還我冰雪魂》
  - 作曲：趙文海
  - 填詞：鄭國江
  - 主唱：陳松伶